# Simulium leberrei
Simulium leberrei es una especie de insecto del género Simulium, familia Simuliidae, orden Diptera.
Fue descrita científicamente por Grenier & Germain, 1966.